# Десси, Риккардо
Риккардо Десси (итал. Riccardo Dessi; род. 4 марта 1947, Кальяри) — итальянский футболист, защитник.

## Биография
Риккардо Десси родился 4 марта 1947 года в итальянском городе Кальяри.
Играл в футбол на позиции защитника. В сезоне-1967/68 дебютировал в чемпионате Италии в составе «Кальяри», проведя один матч. В следующем сезоне также входил в заявку команды, однако ни разу не появился на поле.
Следующие два года на правах аренды отыграл в низших лигах: в сезоне-1969/70 провёл 26 матчей за «Ольбию», в сезоне-1970/71 — 20 матчей за «Таррос» из Ористано, забив 3 мяча. Параллельно получил медицинское образование в Неаполе.
В 1971 году вернулся в «Кальяри», однако не смог стать игроком основной обоймы и за четыре сезона сыграл только 40 матчей.
В 1975 году завершил игровую карьеру и стал работать врачом.